# NoMínimo
NoMínimo foi um portal brasileiro de jornalismo. Sucessor do projeto No., o NoMínimo, lançado em 2002, contou com alguns dos mais conhecidos jornalistas brasileiros, como Zuenir Ventura, Villas-Bôas Corrêa, Tutty Vasques, Pedro Doria e Arthur Dapieve. Foi fechado em 29 de junho de 2007, devido à falta de patrocínios, o que fez a Brasil Telecom não renovar o contrato com o portal.
O endereço do site atualmente aponta para uma página no agregador As Últimas, onde estão reunidos todos os colunistas do NoMínimo com presença na web.
Quanto ao fechamento do site, Reinaldo Azevedo, em seu blog, diz que lamentava o fechamento do site, lembrando ainda de quando teve de fechar a revista Primeira Leitura. Leonardo Faoro do site MeioBit, comentou que o NoMínimo possuía popularidade e tráfego respeitável. No momento de seu fechamento o site tinha 150 mil assinantes e mais de 3 milhões de acessos em média por mês. Na sessão "Entre Aspas", do site Observatório da Imprensa é dito: "Seus realizadores também sentem muito o triste fim desse espaço livre, democrático e criativo de trabalho, mas se despedem com a sensação de dever cumprido com o jornalismo e a camaradagem que nos une".